# Bupleurum semicompositum
Bupleurum semicompositum es una especie de planta herbácea perteneciente a la familia de las apiáceas.

## Descripción
Bupleurum semicompositum se diferencia del resto de las especies del género en las islas Canarias por ser una planta herbácea anual de hasta 35 cm. Las hojas son lineares o linear-lanceoladas, acuminadas, paralelinervias y subaplexicaules. Los frutos son subglobosos y papilosos, con costillas poco perceptibles y de 1-2,5 mm. 

## Distribución
Bupleurum semicompositum es una especie nativa en Canarias. 

## Taxonomía
Bupleurum angulosum fue descrita por Carlos Linneo y publicado en Demonstrationes Plantarum in Horto Upsaliensi 7. 1753.
Citología
Número de cromosomas de Bupleurum semicompositum (Fam. Umbelliferae) y táxones infraespecíficos:   2n=16
Etimología
Bupleurum: nombre genérico que deriva de dos palabras griegas bous y pleurón, que significa "buey" y "costa". Probable referencia a las ranuras longitudinales de las hojas de algunas especies del género. Este nombre fue usado por primera vez por Hipócrates y, de nuevo, en tiempos relativamente modernos, por Tournefort y Linneo.
semicompositum: epíteto que hace referencia a que las umbelas en ocasiones son compuestas y en otras no.  
Sinonimia
- Bupleurum glaucum[3]
- Bunium semicompositum (L.) Dum.Cours.
- Isophyllum glaucum Fourr.
- Isophyllum semicompositum C.Presl
- Odontites glaucus Spreng.
- Odontites luteolus Hoffm.
- Odontites semicompositus Spreng.
- Tenoria glauca Bubani[4]

## Nombre común
Se conoce como "hierba negrilla".